# Municipio de Güines
Municipio de Güines är en kommun i Kuba.   Den ligger i provinsen Provincia Mayabeque, i den västra delen av landet, 50 km sydost om huvudstaden Havanna. Antalet invånare är 68 951. Arean är 445 kvadratkilometer.
Terrängen i Municipio de Güines är lite kuperad.